# Ley de Graham
La ley de Graham, establece que las velocidades de difusión y efusión de los gases son inversamente proporcionales a las raíces cuadradas de sus respectivas masas molares.

## Etimología
La ley de Graham fue formulada en 1829 por el  químico británico Thomas Graham.

## Simbología
| Símbolo           | Nombre        | Unidad   |
| ----------------- | ------------- | -------- |
| {\displaystyle M} | Masas molares | kg / mol |
| {\displaystyle m} | Masa          | kg       |
| {\displaystyle u} | Rapidez       | m / s    |

## Descripción
|               | 1                                                                             |
| ------------- | ----------------------------------------------------------------------------- |
| Ecuaciones    | {\displaystyle {\frac {1}{2}}m_{1}(u_{1})^{2}={\frac {1}{2}}m_{2}(u_{2})^{2}} |
| Simplificando | {\displaystyle m_{1}(u_{1})^{2}=m_{2}(u_{2})^{2}}                             |
| Despejando    | {\displaystyle {\frac {u_{1}}{u_{2}}}={\sqrt {\frac {m_{2}}{m_{1}}}}}         |
| Sustituyendo  | {\displaystyle {\frac {u_{1}}{u_{2}}}={\sqrt {\frac {M_{2}}{M_{1}}}}}         |

{\displaystyle {\frac {u_{1}}{u_{2}}}={\sqrt {\frac {M_{2}}{M_{1}}}}}
Efusión es el flujo de partículas de gas a través de orificios estrechos o poros.
Se hace uso de este principio en el método de efusión de separación de isótopos.
El fenómeno de efusión está relacionado con la energía cinética de las moléculas. Gracias a su movimiento constante, las partículas de una sustancia se distribuyen uniformemente en el espacio libre. Si hay una aglomeración mayor de partículas en un punto habrá más choques entre sí, por lo que hará que se muevan hacia las regiones de menor número: las sustancias se efunden de una región de mayor aglomeración a una región de menor aglomeración.

## Velocidad de difusión de los gases.
De los 4 estados de la materia, los gases presentan la mayor facilidad de difusión de sus respectivas partículas, como ocurre en el aire, ya que sus moléculas tienen velocidades superiores. Las moléculas de diferentes gases tienen velocidades diferentes, a temperatura diferente, dependiendo sólo  de la presión...

## Ley de difusión de Graham.
La difusión es el proceso por el cual una sustancia se distribuye uniformemente en el espacio que la encierra o en el medio en que se encuentra. Por ejemplo: si se conectan dos tanques que contienen el mismo gas a diferentes presiones, en corto tiempo la presión es igual en ambos tanques. También si se introduce una pequeña cantidad de gas A en un extremo de un tanque cerrado que contiene otro gas B, rápidamente el gas A se distribuirá uniformemente por todo el tanque. 
La difusión es una consecuencia del movimiento continuo y elástico de las moléculas gaseosas. Gases diferentes tienen distintas velocidades de difusión. Para obtener información cuantitativa sobre las velocidades de difusión se han hecho muchas determinaciones. En una técnica el gas se deja pasar por orificios pequeños a un espacio totalmente vacío; la distribución en estas condiciones se llama efusión y la velocidad de las moléculas es igual que en la difusión. Los resultados son expresados por la ley de Graham. «La velocidad de difusión de un gas es inversamente proporcional a la raíz cuadrada de su densidad.»
En donde ({\displaystyle u_{1}}) y ({\displaystyle u_{2}}) son las velocidades de difusión de los gases que se comparan y ({\displaystyle \rho _{1}}) y ({\displaystyle \rho _{2}}) son las densidades. Las densidades se pueden relacionar con la masa y el volumen porque ({\displaystyle \rho =m/V}); cuando ({\displaystyle M}) sea igual a la masa (peso) molecular y ({\displaystyle V}) al volumen molecular, se puede establecer la siguiente relación entre las velocidades de difusión de dos gases y su peso molecular:
y como los volúmenes moleculares de los gases en condiciones iguales de temperatura y presión son idénticos, es decir ({\displaystyle V_{1}=V_{2}}), en la ecuación anterior sus raíces cuadradas se cancelan, quedando:
Es decir: la velocidad de difusión de un gas es inversamente proporcional a la raíz cuadrada de su peso molecular.

### Ejemplo 1
¿Qué gas tiene mayor velocidad de difusión, el neón o el nitrógeno?
- Respuesta

Primero se necesita conocer las densidades de los gases que intervienen. Como un mol de gas ocupa 22,4 L a T.P.E., sus densidades serán (peso molecular/volumen).
- neón = 20.18/22,4 = 0,9 g/l
- nitrógeno (en condiciones normales forma un gas diatómico) = 28.01/22,4 = 1.25 g/l
- sea v1 = velocidad de difusión del nitrógeno y v2 = velocidad de difusión del neón.

Debido a que la velocidad de difusión es inversamente proporcional a las densidades, tendrá mayor velocidad de difusión el menos denso.

### Ejemplo 2
¿Cuál es la velocidad de difusión del oxígeno con respecto al hidrógeno?
Si la masa molar del oxígeno es 32 y la del hidrógeno es 2 (gases diatómicos):
{\displaystyle {\frac {u_{\rm {H_{2}}}}{u_{\rm {O_{2}}}}}={\frac {\sqrt {32}}{\sqrt {2}}}={\frac {4}{1}}}
La velocidad de difusión del hidrógeno es 4 veces la del oxígeno.